# SS-Begleitkommando des Führers
L'SS-Begleitkommando des Führers (letteralmente "Comando delle SS per la scorta del Führer") anche conosciuto come
Führerbegleitkommando, fu originariamente una squadra di otto membri appartenenti alle SS selezionati all'interno di una squadra di sicurezza di dodici uomini (nota come SS-Begleitkommando) che negli anni '30 ebbe il compito di proteggere la vita di Adolf Hitler. Fu successivamente ampliata e continuò ad avere il compito di proteggere la vita di Hitler sino alla sua morte, il 30 aprile 1945.

## Storia
L'SS-Begleitkommando fu costituito il 29 febbraio 1932 per assicurare protezione a Hitler e ad altri funzionari del NSDAP. A tal scopo, Sepp Dietrich selezionò dodici uomini dalle SS da presentare ad Hitler. Dai dodici selezionati, fu scelto un gruppo più piccolo di otto uomini chiamato SS-Begleitkommando des Führers per proteggere Hitler durante i suoi viaggi per la Germania. La prima apparizione di questa scorta avvenne durante la campagna elettorale del 1932. Per proteggere Hitler, la scorta lavorava 24 ore su 24, con tre turni da otto ore.
Nella primavera del 1934, il Führerschutzkommando (FSK) prese il posto dell'SS-Begleitkommando des Führers per la protezione di Hitler durante i suoi viaggi per la Germania. L'FSK era responsabile per le misure di sicurezza generale, per le misure preventive e per le indagini sui tentativi di assassinio. Tuttavia il piccolo SS-Begleitkommando des Führers continuò ad svolgere compiti di sicurezza per Hitler. Il Führerschutzkommando fu ufficialmente rinominato Reichssicherheitsdienst ("Servizio di Sicurezza del Reich", noto come RSD) il 1º agosto 1935. L'FSK e l'SS-Begleitkommando collaborarono con l'Ordnungspolizei, la Gestapo e altre agenzie per garantire standard minimi di sicurezza interna, mentre la sicurezza esterna era affidata alle SS.
Successivamente l'SS-Begleitkommando fu ampliato e rinominato Führerbegleitkommando (FBK). L'FBK continuò a operare come un comando separato dal resto delle agenzie esistenti e a garantire una strettissima sicurezza per Hitler. Nuovi membri per l'FSK furono selezionati dalla 1. SS-Panzerdivision "Leibstandarte SS Adolf Hitler" (LSSAH). Hitler si servì di questi uomini non solo come guardie del corpo, ma anche come attendenti, autisti, camerieri e corrieri. Sebbene l'FBK fosse amministrativamente sotto il controllo della LSSAH, i suoi uomini ricevevano ordini direttamente da Hitler e, negli ultimi anni, dal capo degli assistenti militari, Julius Schaub.
Quando erano al lavoro, i membri dell'FBK erano gli unici uomini che potessero circolare armati nelle vicinanze di Hitler. Non dovevano mai consegnare le loro pistole Walther PPK 7.65 e non erano mai perquisiti in compagnia di Hitler. L'FBK e l'RSD lavorarono congiuntamente per garantire sicurezza e protezione durante i viaggi, eventi pubblici, ma operavano come due gruppi distinti ed usavano auto separate. Johann Rattenhuber, comandante dell'RSD, era anche comandante in capo in materia e pertanto il capo dell'FBK agiva come suo vice. Al marzo 1938, entrambe le unità indossavano l'uniforme da campo grigia in dotazione alle SS (ciò dal momento che entrambe erano sotto il controllo delle SS ed erano composte da uomini delle SS). In particolare l'uniforme dell'RSD aveva l'emblema del Sicherheitsdienst (SD) sulla parte bassa della manica sinistra.

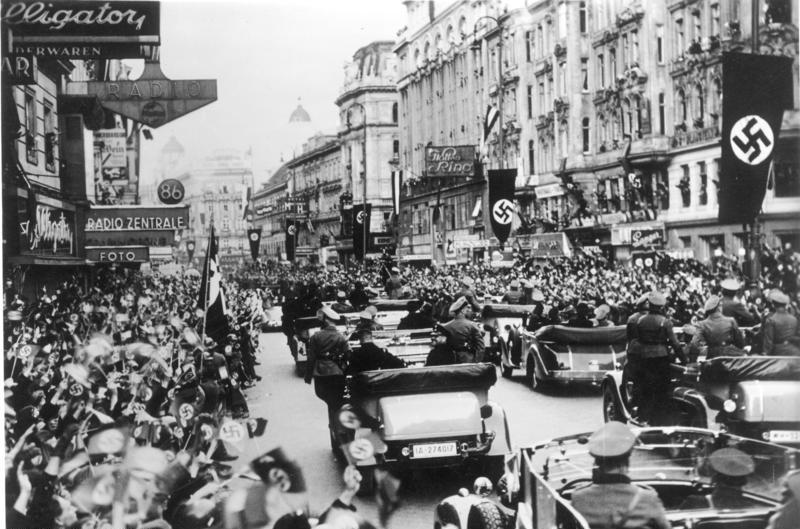
Il Führerbegleitkommando su veicoli per la scorta

L'FBK accompagnò Hitler in tutti i suoi viaggi ed era sempre presente nelle sue residenze e nei diversi Führerhauptquartiere ("Quartieri Generali del Führer") dislocati in tutta Europa. Durante tali viaggi, l'FBK svolgeva ruoli di sicurezza personale mentre l'RSD svolgeva ruoli di pattugliamento. Al giugno 1941, l'FBK aveva raggiunto i 35 uomini. Successivamente, il 15 gennaio 1943, era costituito da 31 ufficiali delle SS e da 112 uomini. Di questi 33 erano impiegati in ruoli di scorta, suddivisi in gruppi da 11. I rimanenti erano usati come guardie del corpo nelle residenze di Hitler, autisti, corrieri e come portaordini.
L'ultimo comandante dell'FBK fu l'SS-Obersturmbannführer Franz Schädle, nominato il 5 gennaio 1945 dopo le dimissioni di Bruno Gesche. In seguito, Schädle e l'FBK scortarono Hitler ed il suo seguito nel Führerbunker, al di sotto del giardino della cancelleria del Reich a Berlino. Il 23 aprile 1945 Schädle comandava circa 30 uomini, i quali rimasero a guardia di Hitler fino alla sua morte avvenuta il 30 aprile 1945.

## Membri originali
- Bodo Gelzenleuchter[16]
- Willy Herzberger[16]
- Kurt Gildisch[16]
- Bruno Gesche[14]
- Franz Schädle[14]
- Erich Kempka[1]
- August Körber[1]
- Adolf Dirr[1]

## Comandanti
- Bodo Gelzenleuchter (marzo 1932 - autunno 1932)
- Willy Herzberger (fine 1932 - 11 aprile 1933)
- Kurt Gildisch (11 aprile 1933 - 15 giugno 1934)
- Bruno Gesche (15 giugno 1934 - aprile 1942, dicembre 1942 - dicembre 1944)
- Franz Schädle (gennaio 1945 - aprile 1945)

## Membri degni di nota
- Ewald Lindloff
- Fritz Darges
- Hans Hermann Junge
- Heinz Linge
- Karl Wilhelm Krause
- Max Wünsche
- Otto Günsche
- Richard Schulze-Kossens
- Rochus Misch